# Christiana (Sudafrica)
Christiana è un centro abitato del Sudafrica, situato nella provincia del Nordovest.